# Gareth Edwards
Gareth Edwards, född 1 juni 1975 i Nuneaton i Warwickshire, är en brittisk filmregissör. Han är mest känd för att ha regisserat filmen Monsters (2010). Hans första långfilm som han även skrev, filmade och gjorde specialeffekterna för.

## Filmografi (i urval)

### Långfilmer
- 2010 – Monsters (manus, regissör, fotograf, specialeffekter)
- 2014 – Godzilla (regissör)
- 2015 – Monsters: Dark Continent (producent)
- 2016 – Rogue One: A Star Wars Story (regissör)
- 2023 – The Creator (manus, regissör)
- 2025 – Jurassic World Rebirth (regissör)

### Kortfilmer
- 2008 – Factory Farmed (manus, regissör, fotograf, klippning)
- 2008 – Heroes and Villains (regissör, ett avsnitt)